# Wallis-product
In de wiskunde is het Wallis-product, dat in 1655 werd geconstrueerd door John Wallis, een voorstelling van het getal {\displaystyle \pi /2} in de vorm van een oneindig product:
{\displaystyle \prod _{n=1}^{\infty }{\frac {2n}{2n-1}}\cdot {\frac {2n}{2n+1}}={\frac {2}{1}}\cdot {\frac {2}{3}}\cdot {\frac {4}{3}}\cdot {\frac {4}{5}}\cdot {\frac {6}{5}}\cdot {\frac {6}{7}}\cdot {\frac {8}{7}}\cdot {\frac {8}{9}}\ldots ={\frac {\pi }{2}}}

## Afleiding
Wallis leidde zijn product af zoals dat tegenwoordig in de analyse wordt gedaan, namelijk door de waarde van {\displaystyle \textstyle \int _{0}^{\pi }\sin ^{n}(x)\,\mathrm {d} x} te vergelijken voor even en oneven {\displaystyle n}, en door op te merken dat de waarde van de integraal bij grote {\displaystyle n} maar weinig verandert als {\displaystyle n} met 1 verhoogd wordt. Aangezien de infinitesimaalrekening zoals we die nu kennen, toen nog niet bestond en de inzichten uit de wiskundige analyse ontbraken om te kunnen spreken over convergentie, was dit resultaat voor Wallis een stuk lastiger te bewijzen; hij was er ook niet helemaal zeker over. Achteraf blijkt het Wallis-product een eenvoudig gevolg van de later ontdekte productformule voor de sinusfunctie.

## Bewijs met Eulers oneindige productformule voor de sinusfunctie[1]
De productformule voor de sinus luidt:
{\displaystyle {\frac {\sin x}{x}}=\prod _{n=1}^{\infty }\left(1-{\frac {x^{2}}{n^{2}\pi ^{2}}}\right)}
Met {\displaystyle x={\tfrac {1}{2}}\pi } volgt dan:
{\displaystyle {\frac {2}{\pi }}=\prod _{n=1}^{\infty }\left(1-{\frac {1}{4n^{2}}}\right)},
dus
{\displaystyle {\begin{aligned}{\frac {\pi }{2}}&=\prod _{n=1}^{\infty }\left({\frac {4n^{2}}{4n^{2}-1}}\right)\\&{}=\prod _{n=1}^{\infty }{\frac {(2n)(2n)}{(2n-1)(2n+1)}}={\frac {2}{1}}\cdot {\frac {2}{3}}\cdot {\frac {4}{3}}\cdot {\frac {4}{5}}\cdot {\frac {6}{5}}\cdot {\frac {6}{7}}\cdot {\frac {8}{7}}\cdot {\frac {8}{9}}\ldots \end{aligned}}}

## Bewijs met een integraal[2]
Definieer
{\displaystyle I(n)=\int _{0}^{\pi }\sin ^{n}(x)dx.}
Pas voor {\displaystyle n\geq 2} partiële integratie toe, zodat
{\displaystyle {\begin{aligned}I(n)&=&\int _{0}^{\pi }\sin ^{n-1}(x)\,\mathrm {d} (-\cos(x))\\&=&\left.-\cos(x)\sin ^{n-1}(x)\right|_{x=0}^{\pi }+\int _{0}^{\pi }\cos(x)\,\mathrm {d} (\sin ^{n-1}x)\\&=&0+(n-1)\int _{0}^{\pi }\sin ^{n-2}(x)\cos ^{2}(x)\,\mathrm {d} x\\&=&(n-1)\int _{0}^{\pi }\sin ^{n-2}(x)(1-\sin ^{2}(x))\,\mathrm {d} x\\&=&(n-1)\int _{0}^{\pi }\sin ^{n-2}(x)\,\mathrm {d} x-(n-1)\int _{0}^{\pi }\sin ^{n}(x)\,\mathrm {d} x\\&=&(n-1)I(n-2)-(n-1)I(n),\end{aligned}}}
ofwel
{\displaystyle I(n)={\frac {n-1}{n}}\cdot I(n-2)}
Herhaalde toepassing hiervan voor {\displaystyle n=2k} levert
{\displaystyle I(2k)={\frac {2k-1}{2k}}\cdot {\frac {2k-3}{2k-2}}\cdot \ldots \cdot {\frac {3}{4}}\cdot {\frac {1}{2}}\cdot I(0)}
en voor {\displaystyle n=2k+1} volgt
{\displaystyle I(2k+1)={\frac {2k}{2k+1}}\cdot {\frac {2k-2}{2k-1}}\cdot \ldots \cdot {\frac {4}{5}}\cdot {\frac {2}{3}}\cdot I(1)}
Samen geven deze twee vergelijkingen
{\displaystyle {\frac {I(2k+1)}{I(2k)}}\cdot {\frac {I(0)}{I(1)}}={\frac {2k}{2k+1}}\cdot {\frac {2k}{2k-1}}\cdot \ldots \cdot {\frac {4}{5}}\cdot {\frac {4}{3}}\cdot {\frac {2}{3}}\cdot {\frac {2}{1}}}
Er geldt
{\displaystyle I(0)=\int _{0}^{\pi }\,\mathrm {d} x=\pi }
en
{\displaystyle I(1)=\int _{0}^{\pi }\sin(x)\,\mathrm {d} x=-\cos(x){\Big |}_{x=0}^{\pi }=2}
Omdat {\displaystyle I(n)} een dalende rij is, geldt
{\displaystyle {\frac {2k}{2k+1}}={\frac {I(2k+1)}{I(2k-1)}}\leq {\frac {I(2k+1)}{I(2k)}}\leq {\frac {I(2k+1)}{I(2k+1)}}=1}
Als {\displaystyle k\to \infty } gaat de linkerkant naar 1, dus wegens de insluitstelling volgt
{\displaystyle \lim _{k\to \infty }{\frac {I(2k+1)}{I(2k)}}=1}
De bovenstaande formule kan dus worden herschreven tot
{\displaystyle {\frac {\pi }{2}}=\lim _{k\to \infty }{\frac {I(2k+1)}{I(2k)}}{\frac {I(0)}{I(1)}}={\frac {2}{1}}\cdot {\frac {2}{3}}\cdot {\frac {4}{3}}\cdot {\frac {4}{5}}\cdot {\frac {6}{5}}\cdot {\frac {6}{7}}\cdot \ldots }

## Relatie met de formule van Stirling
De formule van Stirling voor {\displaystyle n!} zegt dat
{\displaystyle n!={\sqrt {2\pi n}}{\left({\frac {n}{e}}\right)}^{n}\left(1+O\left({\frac {1}{n}}\right)\right)}
als {\displaystyle n\to +\infty }. Bekijk nu de eindige benaderingen van het Wallis-product, door alleen de eerste {\displaystyle k} factoren te nemen:
{\displaystyle p_{k}=\prod _{n=1}^{k}{\frac {(2n)(2n)}{(2n-1)(2n+1)}}}
Dus kan {\displaystyle p_{k}} geschreven worden als
{\displaystyle p_{k}={1 \over {2k+1}}\prod _{n=1}^{k}{\frac {(2n)^{4}}{[(2n)(2n-1)]^{2}}}={1 \over {2k+1}}\cdot {{2^{4k}\,(k!)^{4}} \over {[(2k)!]^{2}}}}
Door middel van substitutie van de formule van Stirling in deze uitdrukking (voor zowel {\displaystyle k!} als {\displaystyle (2k)!}) blijkt (na een korte berekening), dat {\displaystyle p_{k}} naar {\displaystyle \pi /2} convergeert als {\displaystyle k\to +\infty }.

## ζ'(0)[1]
De Riemann-zèta-functie en de Dirichlet-èta-functie zijn gedefinieerd als:
{\displaystyle \zeta (s)=\sum _{n=1}^{\infty }{\frac {1}{n^{s}}},\Re (s)>1}
{\displaystyle \eta (s)=(1-2^{1-s})\zeta (s)=\sum _{n=1}^{\infty }{\frac {(-1)^{n-1}}{n^{s}}},\Re (s)>0}
Als we een eulertransformatie op de tweede reeks toepassen, krijgen we het volgende:
{\displaystyle \eta (s)={\tfrac {1}{2}}+{\tfrac {1}{2}}\sum _{n=1}^{\infty }(-1)^{n-1}\left[{\frac {1}{n^{s}}}-{\frac {1}{(n+1)^{s}}}\right],\Re (s)>-1}
{\displaystyle \Rightarrow \eta '(s)=(1-2^{1-s})\zeta '(s)+2^{1-s}(\ln 2)\zeta (s)}
{\displaystyle =-{\tfrac {1}{2}}\sum _{n=1}^{\infty }(-1)^{n-1}\left[{\frac {\ln n}{n^{s}}}-{\frac {\ln(n+1)}{(n+1)^{s}}}\right],\Re (s)>-1}
{\displaystyle \Rightarrow \eta '(0)=-\zeta '(0)-\ln 2=-{\tfrac {1}{2}}\sum _{n=1}^{\infty }(-1)^{n-1}\left[\ln n-\ln(n+1)\right]}
{\displaystyle =-{\tfrac {1}{2}}\sum _{n=1}^{\infty }(-1)^{n-1}\ln {\frac {n}{n+1}}}
{\displaystyle =-{\tfrac {1}{2}}\left(\ln {\tfrac {1}{2}}-\ln {\tfrac {2}{3}}+\ln {\tfrac {3}{4}}-\ln {\tfrac {4}{5}}+\ln {\tfrac {5}{6}}-\ldots \right)}
{\displaystyle ={\tfrac {1}{2}}\left(\ln {\tfrac {2}{1}}+\ln {\tfrac {2}{3}}+\ln {\tfrac {4}{3}}+\ln {\tfrac {4}{5}}+\ln {\tfrac {6}{5}}+\ldots \right)}
{\displaystyle ={\tfrac {1}{2}}\ln \left({\tfrac {2}{1}}\cdot {\tfrac {2}{3}}\cdot {\tfrac {4}{3}}\cdot {\tfrac {4}{5}}\cdot \ldots \right)={\tfrac {1}{2}}\ln {\frac {\pi }{2}}}
{\displaystyle \Rightarrow \zeta '(0)=-{\tfrac {1}{2}}\ln \left(2\pi \right)}

## Externe verwijzingen
1. 1 2  Wallis Formula.
2. ↑  Integrating Powers and Product of Sines and Cosines: Challenging Problems.